# Scoparia penumbralis
Scoparia penumbralis là một loài bướm đêm trong họ Crambidae.